# エジソンメダル

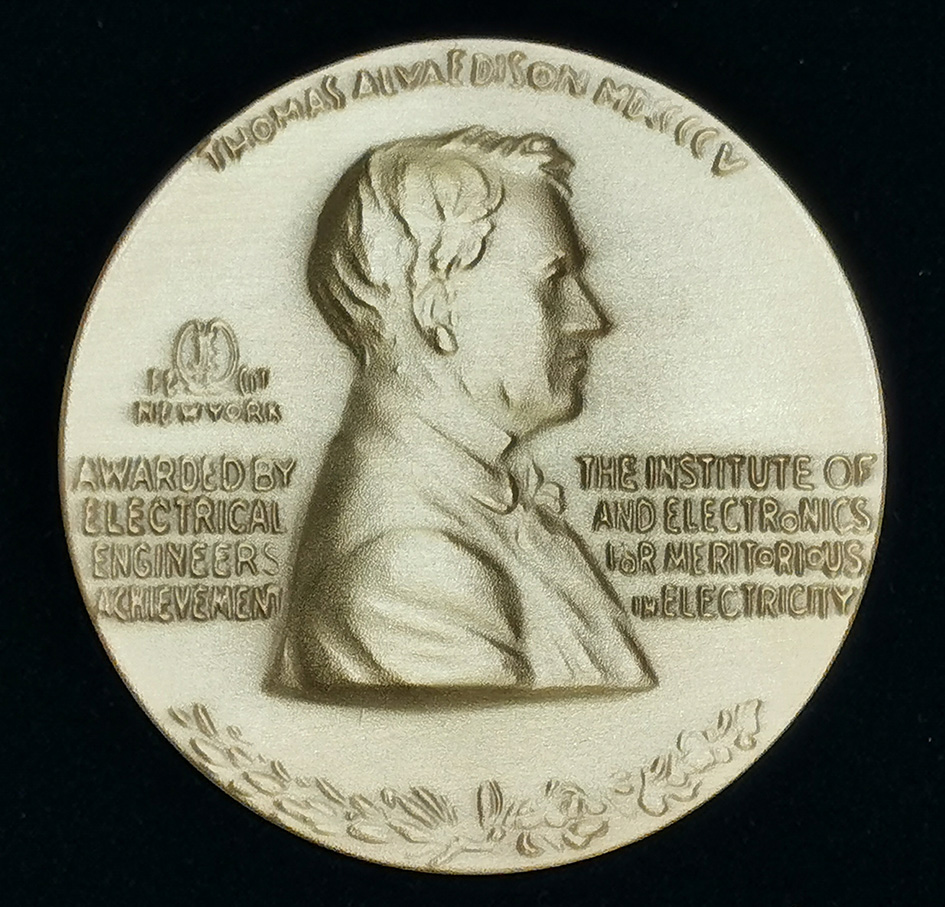
エジソンメダル

エジソンメダル (Edison Medal) は、IEEEの顕彰の一つで、電気電子工学において優れた業績を認められる者に贈られる賞である。
発明家であるトーマス・エジソンの名にちなみ、彼の友人らによって1904年2月11日に創設された。電気電子工学においてノーベル賞に比類する名誉とされ、電気電子工学関連における賞としては最古である。
サムスンがスポンサーとなっている。
エジソンの名を冠するこのメダルの受賞者には、アレクサンダー・グラハム・ベルのほか、エジソンと激しく敵対したジョージ・ウェスティングハウスやニコラ・テスラなどが挙げられるが、テスラには受賞を拒否された。その後、エジソンは「ウェスティングハウスする」 (Westinghousing) という動詞を「感電死させる」「処刑する」という意味で辞書に載せるよう、出版社に働きかけている。

## 受賞者
- 1909: エリフ・トムソン
- 1910: フランク・スプレイグ
- 1911: ジョージ・ウェスティングハウス
- 1912: ウィリアム・スタンリー
- 1913: チャールズ・F・ブラッシュ
- 1914: アレクサンダー・グラハム・ベル
- 1915: 受賞なし
- 1916: ニコラ・テスラ
- 1917: ジョン・カーティー
- 1918: ベンジャミン・G・ランム（英語版）
- 1919: ウィリアム・ル・ロイ・エミット（英語版）
- 1920: ミカエル・ピューピン
- 1921: カミングス・C・チェズニー（英語版）
- 1922: ロバート・ミリカン
- 1923: ジョン・W・リエブ（英語版）
- 1924: ジョン・ホワイト・ハウウェル（英語版）
- 1925: ハリス・ライアン
- 1926: 受賞なし
- 1927: ウィリアム・D・クーリッジ（英語版）
- 1928: フランク・B・ジュエット（英語版）
- 1929: チャールズ・F・スコット（英語版）
- 1930: フランク・コンラッド
- 1931: エドウィン・W・ライス（英語版）
- 1932: バンクロフト・ガーアーディ・ジュニア（英語版）
- 1933: アーサー・E・ケネリー
- 1934: ウィリス・R・ウィットニー（英語版）
- 1935: ルイス・スティルウェル
- 1936: アレックス・ダウ（英語版）
- 1937: ガーノ・ダン（英語版）
- 1938: デュガルド・C・ジャクソン（英語版）
- 1939: フィリップ・トルキオ（英語版）
- 1940: ジョージ・アシュリー・キャンベル（英語版）
- 1941: ジョン・B・ホワイトヘッド（英語版）
- 1942: エドウィン・アームストロング
- 1943: ヴァネヴァー・ブッシュ
- 1944: アーンスト・アレキサンダーソン
- 1945: フィリップ・スポーン（英語版）
- 1946: リー・ド・フォレスト
- 1947: w:Joseph Slepian
- 1948: w:Morris E. Leeds
- 1949: w:Karl B. McEachron
- 1950: オットー・ブラックウェル
- 1951: チャールズ・ワグナー
- 1952: ウラジミール・ツヴォルキン
- 1953: ジョン・ピーターズ
- 1954: w:Oliver E. Buckley
- 1955: w:Leonid A. Umansky
- 1956: w:Comfort A. Adams
- 1957: w:John K. Hodnette
- 1958: チャールズ・ケタリング
- 1959: w:James F. Fairman
- 1960: w:Harold S. Osborne
- 1961: w:William B. Kouwenhoven
- 1962: w:Alexander C. Monteith
- 1963: ジョン・R・ピアース
- 1964: 受賞なし
- 1965: w:Walker Lee Cisler
- 1966: w:Wilmer L. Barrow
- 1967: w:George Harold Brown
- 1968: w:Charles F. Avila
- 1969: w:Hendrik Wade Bode
- 1970: ハワード・エイケン
- 1971: ジョン・ウィスター・シンプソン
- 1972: ウイリアム・ヘイワード・ピカリング
- 1973: w:Bernard D. H. Tellegen
- 1974: w:Jan A. Rajchman
- 1975: シドニー・ダーリントン
- 1976: w:Murray Joslin
- 1977: w:Henri G. Busignies
- 1978: w:Daniel E. Noble
- 1979: アルバート・ローズ
- 1980: ロバート・アドラー
- 1981: w:C. Chapin Cutler
- 1982: ネイサン・コーン
- 1983: w:Herman P. Schwan
- 1984: ユージン・I・ゴードン
- 1985: ジョン・D・クラウス
- 1986: ジェームス・フラナガン
- 1987: w:Robert A. Henle
- 1988: w:James Ross MacDonald
- 1989: ニック・ホロニアック
- 1990: w:Archie W. Straiton
- 1991: ジョン・L・モル
- 1992: デイブ・フォーニー
- 1993: w:James H. Pomerene
- 1994: w:Leslie A. Geddes
- 1995: w:Robert W. Lucky
- 1996: w:Floyd Dunn
- 1997: w:Esther M. Conwell
- 1998: w:Rolf Landauer
- 1999: ケイス・スホウハメル・イミンク
- 2000: 西澤潤一
- 2001: ロバート・デナード
- 2002: エドワード・E・ハマー（英語版）
- 2003: 受賞なし
- 2004: フェデリコ・カパッソ
- 2005: ピーター・ローレンソン（英語版）
- 2006: Fawwaz T. Ulaby
- 2007 ラッセル・デュピュイ
- 2008: ドブ・フローマン
- 2009: 厲鼎毅（英語版）
- 2010: レイ・ドルビー
- 2011: 赤崎勇
- 2012: マイケル・フランシス・トンプセット（英語版）
- 2013: イヴァン・カミナウ（ドイツ語版）
- 2014: ラルフ・ベア
- 2015: ジェームス・スピルカー（英語版）
- 2016: ロバート・W・ブローダーセン（英語版）
- 2017: M・ジョージ・クラフォード（英語版）
- 2018: エリー・ヤブロノビッチ
- 2019: ユーソラ・ケラー（英語版）
- 2020: Frede Blaabjerg
- 2021: 伊賀健一
- 2022: Alan C. Bovik
- 2023: 松波弘之
- 2024: Vincent W. S. Chan
- 2025: Daniela Rus